# Ideal Toy Company
La Ideal Toy Company és una companyia de joguines que pertany a Mattel des de 1997. Fundada el 1907, el seu èxit va venir propiciat primer per les nines. Les seves vendes van fer que fos adquirida per Viewmaster International i posteriorment per Tyco Toys, Inc. Alguns dels seus productes de més èxit són:
- El marxandatge de Els Picapedra
- Els ninots de Captain Action
- La bola màgica 8
- Tressy, la nina a qui creix el cabell
- Total Control Racing
- Magilla Gorilla
- Diverses línies d'automodelisme
- Cub de Rubik
- Un dels ossos de peluix primerencs
- La nina Crissy
- Mouse Trap